# Гура-Кеїнарулуй
Гура-Кеїнарулуй (рум. Gura Căinarului) — село у Флорештському районі Молдови. Адміністративний центр однойменної комуни, до складу якої також входить село Зарожень.

## Населення
За даними перепису населення 2004 року у селі проживали 1700 осіб.
Національний склад населення села:
| Національність   | Кількість осіб | Відсоток   |
| ---------------- | -------------- | ---------- |
| молдавани румуни | 1666 12        | 98,0% 0,7% |
| українці         | 13             | 0,8%       |
| росіяни          | 9              | 0,5%       |
| Всього           | 1700           | 100%       |